# Damian Young
Damian Young, né le 27 octobre 1961 à Washington, est un acteur américain.
Il est apparu dans de nombreuses séries télévisées et dans plus de 70 films depuis 1988. Il est notamment connu pour le rôle de Bill dans Californication et plus récemment pour son apparition dans le film oscarisé Birdman de Alejandro González Iñárritu.

## Filmographie

### Cinéma
- 1992 : Simple Men de Hal Hartley : le shérif
- 1994 : Amateur de Hal Hartley : Edward
- 1998 : L'objet de mon affection de Nicholas Hytner : Le réalisateur de Roméo et Juliette
- 2000 : Jour Blanc de Chris Koch : Principal Ken Weawer
- 2000 : Incassable de  M. Night Shyamalan : Un soldat
- 2008 : Sex and the City, le film (Sex and the City) de Michael Patrick King : Karl
- 2002 : Le Gourou et les Femmes de Daisy von Scherler Mayer : Hank, le caméraman
- 2009 : The Good Heart de Dagur Kari : Roddie
- 2009 : Everybody's Fine de Kirk Jones : Jeff
- 2010 : Twelve de Joel Schumacher : Père de Hunter
- 2010 : Hors de contrôle de Martin Campbell : Le sénateur Jim Pine
- 2012 : Tous les espoirs sont permis de David Frankel : Mike, l'aubergiste
- 2012 : Art Machine de Doug Karr : Serge
- 2013 : Delivery Man de Ken Scott : Procureur Williams
- 2014 : Birdman de Alejandro González Iñárritu : Gabriel
- 2016 : Catfight de Onur Tukel :
- 2017 : Le Musée des merveilles (Wonderstruck) de Todd Haynes
- 2018 : Ocean's 8 de Gary Ross : David Welch
- 2020 : Les Sept de Chicago (The Trial of the Chicago 7) d'Aaron Sorkin :
- 2020 : I Care a Lot de J Blakeson

### Télévision

#### Séries télévisées
- 1998 : New York Undercover créée par Dick Wolf : Jenkins (Saison 4, épisode 5)
- 1999 : New York, unité spéciale créée par Dick Wolf : Hampton Trill (Saison 1, épisode 3)
- 1999 : Cosby créée par Bill Cosby : Howard (Saison 4, épisodes 4 et 6)
- 1999-2010 : New York, police judiciaire créée par Dick Wolf : Daniel Catterson / Benson White / Juge Stephen Emerton / Bruce Graham (5 épisodes)
- 1999-2001 : New York 911 créée par Edward Allen Bernero et John Wells : Leroy Brown / Chester Dennis / Lipscomb / Harold (3 épisodes)
- 2000 : The War Next Door créée par Will McRobb et Chris Viscardi : Allan Kriegman
- 2001 : Tribunal central créée par Sidney Lumet (Saison, épisode 11)
- 2002-2009 : New York, section criminelle créée par Dick Wolf et René Balcer : George Tate / Boaz / M. Wetherly (3 épisodes)
- 2004 : The Jury créée par Tom Fontana, Barry Levinson et James Yoshimura : Evan Porter (Saison 1, épisode 9)
- 2005-2006 : Les Experts : Miami créée par Ann Donahue, Anthony E. Zuiker et Carol Mendelsohn : Walter Resden (2 épisodes)
- 2005-2014 : Mon comeback créée par Lisa Kudrow et Michael Patrick King : Mark Berman
- 2006 : Philadelphia créée par Rob McElhenney, Glenn Howerton et Charlie Day : Jack Stanford (Saison 2, épisode 8)
- 2006 : As the World Turns créée par Irna Phillips : Dr Ross Kreeger (6 épisodes)
- 2007-2009 : Damages créée par Todd A. Kessler, Glenn Kessler, Daniel Zelman : L'homme bien habillé (5 épisodes)
- 2007-2011 : Californication créée par Tom Kapinos : Bill Lewis (Saisons 1 et 4)
- 2008 : Cashmere Mafia créée par Kevin Wade : Grant Normandy (Saison 1, épisode 2)
- 2008 : Numbers créée par Nicolas Falacci et Cheryl Heuton : Richard Taylor (1 épisode)
- 2008 : Lipstick Jungle : Les Reines de Manhattan créée par DeAnn Heline et Eileen Heisler : Jim (Saison 1, épisode 5)
- 2008 : La Loi de Canterbury créée par Dave Erickson : Gabriel Waggett (Saison 1, épisode 6)
- 2011-2012 : Pan Am créée par Jack Orman (en) : M. Bolger (Saison 1, épisode 9 et 10)
- 2012 : FBI : Duo très spécial créée par Jeff Eastin (en) : Oliver Stringer (Saison 4, épisode 6))
- 2012-2013 : Person of Interest créée par Jonathan Nolan et produite par J. J. Abrams : Pete Matheson / Le thérapeute (voix, non créditée) (2 épisodes)
- 2014 : Blacklist créée par Jon Bokenkamp : Milton Bobbit
- 2016-2017 : House of Cards créée par Beau Willimon : Aidan Macallan (Saisons 4 et 5)
- 2018 : Ozark : Jim Rattelsdorf
- 2021 : Snowpiercer : M. Headwood (saison 2)

#### Téléfilms
- 1996 : On Seventh Avenue de Jeff Bleckner (téléfilm) : Gunnar Veidt
- 2013 : Muhammad Ali's Greatest Fight de Stephen Frears (téléfilm) : Ramsey Clark